# IMI Galil
IMI Galil je ena od standardnih pušk Izraelskih obrambnih sil. Velja za hibrid med AK-47 in M16, saj uporablja mehanizem zasnovan po vzoru sovjetske AK-47, medtem pa uporablja zahodni naboj 5,56x45 NATO.

## Zgodovina
Po šestdnevni vojni se je izkazalo, da Izraelske obrambne sile potrebujejo novo enotno jurišno puško, ki bi zamenjala belgijsko FN FAL na naboj 7,62x51 NATO, ki so jo takrat uporabljali. Med vojno se je namreč izkazalo, da ta kaliber ni ustrezen za puščavsko bojevanje in da je sama puška preokorna. Odločili so se za zamenjavo orožja in hkrati tudi za drug kaliber - 5,56 mm.
Na izbor so se uvrstile M16, Heckler & Koch HK 33, Stoner-63, AK-47 in Galil. Na natečaju je zmagal Galil, zaradi novih zahtev pa so morali obstoječo puško izboljšati, tako da je serijska proizvodnja stekla šele leta 1972. Galil je pri izdelavi novega orožja združil najboljše lastnosti jurišnih pušk M16 in AK-47 ter izdelal orožje, ki je bilo najprimernejše za specifične pogoje, v katerih se bo uporabljalo.
Tako je Galil postal glavna jurišna puška libanonske vojne leta 1982, toda v poznejših 80. letih 20. stoletja se je izkazalo, da Galil ni več primerno orožje, kar je prisililo Izrael, da je začel z iskanjem nadomestila. Kljub temu je Galil danes še vedno zelo razširjena jurišna puška v uporabi.

## Zasnova
Natančni pregled mehanizma IMI Galila razkaže, da ima princip delovanja (odvod smodniških plinov) popolnoma povzet po AK-47. Smodniški plini so tako speljali skozi plinski valj na vrhu cevi, medtem ko je plinski bat pritrjen na nosilo zaklepa, ki je tudi identičen tistemu iz AK-47.
Sprožilni mehanizem so povzeli po puški M1 Garand. Tako ima dve zaskočki in dvojno ukrivljeno kladivce. Ta sistem, v polavtomatskem streljanju, deluje na naslednjem principu: ob pritisku na sprožilec, le-ta sprosti kladivce, ki nato udari po udarni igli. Igla nato udari po netilki naboja, kar sproži vžig smodniškega polnjenja, krogla pa pod pritiskom smodniških plinov zapusti cev. Smodniški plini hkrati potisnejo nosilo zaklepa nazaj in potisnejo kladivce navzdol. V spodnjem položaju pomožna zaskočka zadrži kladivce v napetem položaju. Zaklep nato vzmet potisne naprej, pri čemer v cev vloži nov naboj iz okvirja. Puška je tako pripravljena za naslednji strel. Strelec mora zdaj naprej sprostiti sprožilec in ga nato znova pritisniti, da se pomožna zaskočka odmakne sprosti kladivce, ki udari po naslednjem naboju.
Osnovna različica ima strelske nožice, ki olajšajo obvladovanje orožja, ki izstreljuje močne naboje, med streljanjem. Na kopiščku je nameščena tudi ročica za nošenje. Ročica zaklepa se nahaja na vrhu orožja/zaklepa. Osnovna različica ima tudi skeletno, zložljivo kopito, ki se prelomi na desno. Cev ima premer 22 mm in skrivalo plamena, ki hkrati omogoča namestitev tromblonske mine.
Osnovni okvir ima kapaciteto 35 nabojev, obstaja pa tudi nabojnik za verigo 50 nabojev, ki je namenjen Galilu, v puškomitralješki izvedbi.
Namerilni sistem je preprost, toda učinkovit. Na koncu plinskega valja se nahaja muha z branikom, na drugem koncu pa se nahaja nastavljiv merek. Ima možnost dvojne nastavitve dosega orožja: 0-300 in 300-600 m.

## Različice
Galil ARM
Galil ARM je osnovna različica.
Galil AR
Galil AR se od osnovne različice Galil ARM razlikuje v tem, da nima strelskih nožic. Možna sta kalibra 5,56 mm in 7,62 mm.
Galil SAR
Galil Short Assault Rifle se od osnovne različice Galil ARM razlikuje v tem, da nima strelskih nožic, nosilnega ročaja in ima skrajšano cev. Možna sta kalibra  5,56 mm in 7,62 mm.
Galil SNR
Galil Sniper je popolnoma predelana puška. Puška uporablja osnovno zasnovo, toda ima večji kaliber (7,62 mm), težjo cev (dolgo le 508 mm), kompenzator odsuna, izboljšano preklopno kopito (močnejše, nastavki za obraz), strelske nožice in nosilec za strelni daljnogled. Poleg tega je možno le polavtomatsko streljanje, zato puška uporablja le 20-nabojni okvir.
Galil MAR
Galil Micro Assault Rifle je močno skrajšana različica. Z zložljivim kopitom je dolga le 415 mm in težka le 2,9 kg. Sprva je bila namenjena vojakov, ki so omejeni na majhen prostor (posadke vozil, poveljniki, padalci,...), danes pa to različico primarno uporabljajo izraelske specialne sile v prikritih operacijah, saj se zlahka skrije pod oblačila. Omogočeno ima izstreljevanje 3-strelnih rafalov. Puška je možna le v kalibru 5,56 mm.

## Uporabniki
- Bolivija
- Estonija
- Gvatemala
- Izrael
- Južna Afrika (R4)
- Kolumbija
- Filipini